# ABC (music-hall)
Pour les articles homonymes, voir ABC.
L'ABC est un célèbre music-hall situé 11, boulevard Poissonnière, dans le 2e arrondissement à Paris, inauguré le 20 avril 1934 et fermé en 1964.

## Histoire
En avril 1934, l'ancien théâtre Plaza est transformé en music-hall par Mitty Goldin, qui choisit de l'appeler ABC « pour être en tête, par ordre alphabétique, des programmes parisiens ». Très rapidement, le nouvel établissement connaît le succès, et devient l'un des plus prestigieux music-hall de Paris. Les plus grands artistes s'y produisent : Marie Dubas (en 1934, 1935, 1948), Fréhel, Georgius, Arletty (elle y monta L'École des veuves de Jean Cocteau en 1936,), Édith Piaf (en 1937 elle y gagne sa réputation de grande chanteuse, puis en 1940, 1941, 1942, et en 1951), Charles Trenet (en 1938, il y débute triomphalement sa carrière solo), Jean Sablon (en 1939 et 1946) et bien d'autres s'y produisent avant la Seconde Guerre mondiale.
Sous l'Occupation et au lendemain de la guerre, l'ABC reste un music-hall de référence. Les plus grands artistes y sont accueillis : Tino Rossi, Léo Marjane, Ray Ventura, Jean Tranchant, puis Les Compagnons de la chanson, Renée Lebas, Les Frères Jacques, Georges Ulmer, Patachou, les duettistes Patrice et Mario, etc.
À partir de 1950, Mitty Goldin (qui s'est associé en 1949 avec Léon Ledoux) s'intéresse plutôt à l'opérette et obtient des succès avec La P'tite Lili (avec Eddie Constantine et Édith Piaf), et surtout La Route fleurie de Francis Lopez (avec Georges Guétary et Bourvil). Léon Ledoux reste seul directeur en 1955. À la fin des années 1950, après le depart de Mitty Goldin, et son mort en 1956, le music-hall traverse une crise.
En janvier 1962, le groupe de rock français Les Chats sauvages s'y produit pendant un mois en vedette américaine[réf. nécessaire].
La grande Amália Rodrigues y chante en 1962 faisant sensation !
Juliette Gréco s’y produit plusieurs semaines à guichet fermé, en février 1962. Cette série de concerts est l’occasion pour la chanteuse d’enregistrer le second album « en public » de sa discographie (après l’album « en public » à l’Olympia 1955).
Léo Ferré s'y produit en récital de décembre 1962 à janvier 1963, peu avant que la salle ne ferme en 1964.
En mai 1965, l'ABC est transformé en salle de cinéma. Il cesse définitivement son activité en décembre 1981. Entièrement démoli, le site abrite aujourd'hui un magasin d'articles de puériculture.